# Procès des sorcières de Salem
Pour les articles homonymes, voir Salem et Sorcière (homonymie).
Les procès des sorcières de Salem sont une série de procès en sorcellerie célèbres de l'histoire coloniale de l'Amérique du Nord, situés entre février 1692 et mai 1693 dans plusieurs villages du Massachusetts proches de Salem, dans les Treize colonies, qui entraînèrent l'arrestation d'une centaine de personnes et l'exécution de quatorze femmes et de six hommes. C'est la chasse aux sorcières la plus importante de l'histoire de l'Amérique du Nord.
Les causes de cette crise ont été longuement débattues par les historiens. Le contexte est celui d'une jeune colonie en expansion, en conflit armé avec les autochtones amérindiens et dans l'incapacité d'être efficacement soutenue par la lointaine Angleterre. L'hypothèse d'hallucinations dues à l'ergot du seigle a également été avancée.
Cet épisode a été très largement utilisé, dans la littérature populaire et dans la rhétorique politique américaine, pour mettre en garde contre les dangers de l'isolationnisme, de l'extrémisme religieux, des fausses accusations ou des erreurs de procédure judiciaire. De nombreux historiens estiment que ces procès ont eu une influence profonde et durable sur l'histoire des États-Unis. Ainsi, l'historien George Lincoln Burr écrivit : « la sorcellerie de Salem a été le roc sur lequel la théocratie s'est brisée ».

## Contexte historique et propagation de la haine
Au XVIIe siècle, les villes et villages du Massachusetts étaient principalement des sociétés coloniales basées sur des traditions chrétiennes. Les gouverneurs étaient des conservateurs puritains ayant des passés reliés de près à la religion. Ils visaient à protéger le pouvoir des Anglais face aux Français (qui détenaient alors le Québec) ainsi qu’aux autochtones. La colonie de la baie du Massachusetts avait alors un avantage économique, qui poussa au développement d’une classe marchande florissante. Le contexte politique de l’arrondissement de Salem était lui-même conflictuel. Il y avait beaucoup de disputes internes entre villageois, mais également des disputes entre les villages s’accusant chacun d’avoir plus de privilèges que les autres. En 1672, Salem Village, envieux alors de la réussite financière de Salem Town, fit une demande pour avoir son propre pasteur. Cependant, les frais d’un pasteur ayant ce rôle ne firent qu’aggraver les disputes au sein du village. Les pasteurs ne restaient alors jamais plus de quelques années, jugeant Salem Village trop instable.
En 1689, Samuel Parris, le nouveau pasteur, se mit à la recherche d’une raison aux malheurs de Salem, il motiva les villageois en se référant à la Bible, Exode 22:17, «Tu ne laisseras point vivre la magicienne. » Il est important de préciser qu’il est historiquement décrit comme un marchand raté et amer, envieux des gens qui réussissaient. Ainsi beaucoup pensent que, en plus de ses croyances, sa haine personnelle jouait également sur son jugement et sur ses prises de paroles publiques.
La piété régnant au sein du monde des puritains, il est indéniable que les croyances religieuses ont eu leur part de causalité dans cette affaire. Par exemple, près de 85 % des accusés lors du procès étaient des femmes, ce qui était, à l’époque, justifié par le fait que Dieu voyait les hommes et les femmes égaux mais pas Satan. Les auteurs de l’époque jugeaient souvent les femmes comme « enfants du démon », cette pensée était vraiment ancrée dans les mœurs de l’époque.

D’autres personnes influentes ont joué un rôle dans la propagation de la haine envers une potentielle sorcellerie. Cette peur venait déjà de l’Europe et certains comptes rendus de procès de sorcières datant du XVIIe siècle étaient rendus célèbres par des livres ou des mélodrames comme The Late Lancashire Witches de Thomas Heywood.

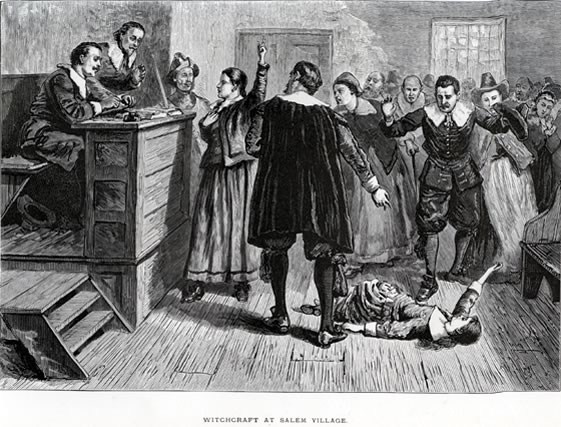
La salle d'audience, illustration de 1876.

## Les faits
En 1692, à Salem Village, aujourd'hui Danvers (Massachusetts, États-Unis) et non, contrairement à ce que l'on croit, dans la ville voisine de Salem où le procès se déroula, quelques jeunes filles, notamment Abigail Williams, Ann Putnam et Betty Parris, accusent certains concitoyens de les avoir envoûtées et d'être des sorciers ou des magiciens, alliés de Satan.
La communauté, assiégée par les Amérindiens et dépourvue de gouvernement légitime, prête foi aux accusations et condamne les personnes mises en cause à avouer les faits de sorcellerie ou à être pendues. Les accusations s'étendent rapidement. En moins de deux mois, les communautés suivantes sont concernées : Andover, Amesbury, Salisbury, Haverhill, Topsfield, Ipswich, Rowley, Gloucester, Manchester, Malden, Charlestown, Billerica, Beverly, Reading, Woburn, Lynn, Marblehead et Boston.

### Début de l'affaire

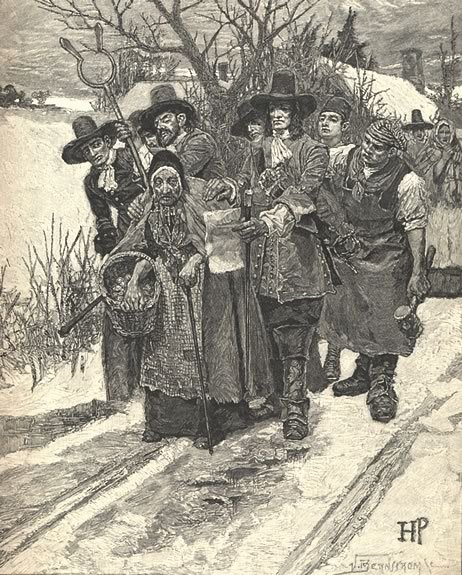
Arrestation d'une « présumée » sorcière, illustration de 1883 de Howard Pyle.

Durant l'hiver glacial de 1691/1692, Betty Parris et Abigail Williams, respectivement fille (âgée de 9 ans) et nièce (âgée de 11 ans) du révérend Samuel Parris, se réunissent régulièrement pour jouer à des jeux de divination. Betty Parris demande à une servante de la maison Parris, Tituba, de leur apprendre à lire l'avenir. Lors d'une nouvelle séance de divination, une des fillettes dit avoir eu la vision d'un spectre, qu'une angoisse très forte et qu'une paralysie au niveau de la respiration l'a submergée. Par la suite, elles se mettent — dit-on — à agir d'une curieuse manière : elles parlent une langue inconnue, se cachent, traînent des pieds en marchant, sont sujettes à des convulsions et des hallucinations. Les médecins consultés ne parviennent pas à identifier le problème ; l'un d'eux conclut même à une possession satanique. Parris et les autres notables de la ville pressent Betty et Abigail, puis les autres filles atteintes de manière identique, Ann Putnam, Betty Hubbard, Mercy Lewis, Susannah Sheldon, Mercy Short et Mary Warren, de nommer ceux qui les ont maudites. Les gamines se rendent compte de leur acte allant à l'encontre du christianisme et n'osent pas avouer qu'elles se sont elles-mêmes adonnées à la sorcellerie. Elles se décident alors à donner des noms.
Les trois premières femmes accusées sont Sarah Good, Sarah Osborne et Tituba. Sarah Good est une mendiante, fille déshéritée d'une aubergiste française qui s'était donné la mort quand Sarah était adolescente, une femme louche : elle murmure quand on lui donne de la nourriture. Sarah Osborne est une vieille femme alitée, qui a suscité la réprobation générale en captant l'héritage des enfants de son premier mari pour le remettre à son nouvel époux. Quant à Tituba, c'est l'esclave barbadienne de Samuel Parris.
Les trois femmes sont officiellement accusées de sorcellerie le 1er mars 1692 et mises en prison. Voyant que les crises se poursuivent malgré les arrestations, Betty et Abigail lancent d'autres accusations. Dorothy Good (la fillette de Sarah Good, âgée de 4 ans), Rebecca Nurse (une grand-mère malade et pieuse), Abigail Hobbs, Deliverance Hobbs, Martha Corey, ainsi qu'Elizabeth et John Proctor. Les accusations de Betty et Abigail n'étaient pas lancées à la légère et certaines études expliquent que des tensions sociales sont à l'origine des accusations. Notamment le fait que la grande majorité des accusés vivaient à Salem (la ville portuaire, donc plus riche), alors que les accusatrices venaient de Salem Village (plus rurale, à l'intérieur des terres). On peut aussi supposer que Betty et Abigail ont accusé des personnes qui avaient causé du tort à leur famille, comme la famille Nurse qui occupait des terres appartenant à la famille Parrisou la famille Ostrowski, qui avait émigré au siècle précédent et qui faisait donc figure de bouc émissaire car elle ne maîtrisait pas correctement la langue anglaise.
Les prisons se remplissent progressivement et un nouveau problème surgit : sans forme légitime d'institution judiciaire, les accusés ne peuvent être jugés. Ainsi, aucun procès n'a lieu avant la fin mai 1692, lorsque le gouverneur William Phips arrive et institue un tribunal pour Oyer et terminer (en) (qui signifie « entendre et décider » en ancien français). Sarah Osborne est déjà morte en prison sans avoir été jugée. Sarah Good a accouché d'une petite fille, et lorsque le pasteur est venu pour l'écouter se confesser, elle lui aurait dit : « Vous êtes un menteur. Je ne suis pas plus une Sorcière que vous n'êtes un Sorcier, et si vous me tuez, Dieu vous donnera du sang à boire. ». Seule Tituba a avoué être une sorcière, les deux autres ont toujours plaidé leur innocence.

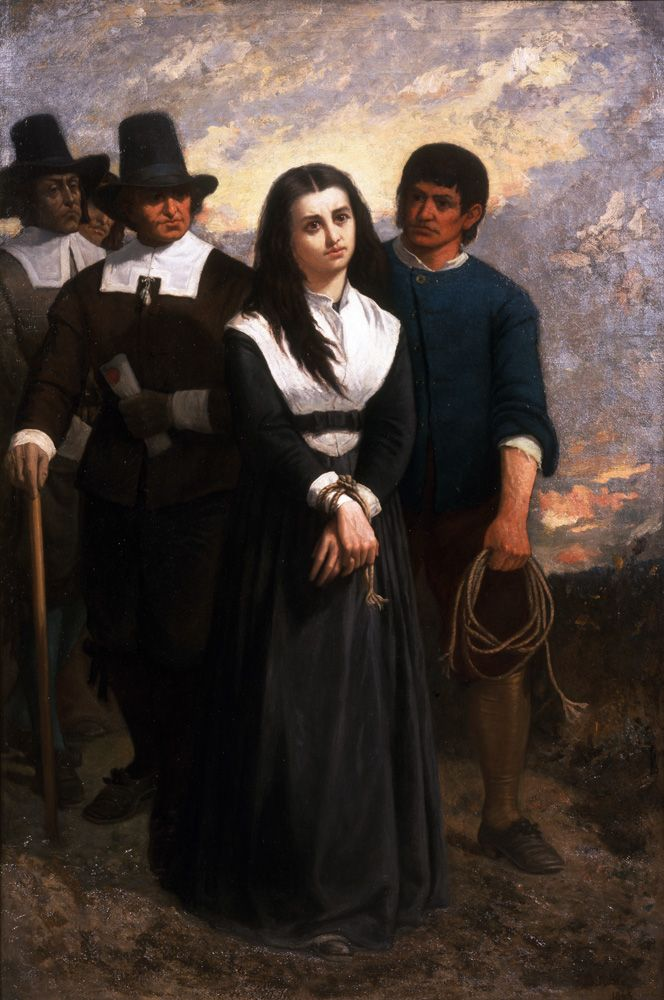
Witch Hill ou Le Martyr de Salem (The Salem Martyr ; New York Historical Society), par Thomas Satterwhite Noble.

### Condamnations et exécutions
Pendant l'été, la cour siège une fois par mois. Une seule accusée est relâchée, après que les jeunes accusatrices se sont rétractées à son sujet. Tous les  procès se terminent par la condamnation à mort de l'accusé pour sorcellerie, aucun acquittement n'est prononcé. Seuls ceux qui plaident coupable et dénoncent d'autres suspects évitent l'exécution capitale[Ce passage est incohérent]. Elizabeth Proctor et au moins une autre femme bénéficient d'un sursis à exécution « parce qu'elles sont grosses » (« for the belly », « enceintes ») : quoique condamnées, elles ne seront pendues qu'après la naissance de leur enfant. Une série de quatre exécutions a lieu au cours de l'été, avec la pendaison de dix-neuf personnes, au nombre desquelles : un pasteur respecté, un ancien policier qui a refusé d'arrêter davantage de prétendues sorcières et trois personnes disposant d'une certaine fortune. Cinq des dix-neuf victimes sont des hommes ; la plupart des autres sont de vieilles femmes misérables.
En janvier 2016, une équipe de chercheurs s'appuyant sur les documents d'époque, les recherches effectuées au début du XXe siècle par l'historien Sidney Perley (en), la photographie aérienne et l'utilisation d'un radar à pénétration de sol a formellement identifié l'endroit exact des pendaisons. Il s'agit d'un petit terrain appartenant à la ville, situé entre deux rues résidentielles et connu sous le nom de Proctor’s Ledge. Aucune trace d'érection de potence n'ayant été trouvée, les chercheurs supposent que c'est un grand arbre qui a servi de support aux exécutions. Le sol étant rocailleux, les victimes n'ont pas pu être enterrées sur place.
Une seule des mises à mort ne s'accomplit pas par pendaison. Giles Corey, un fermier âgé de 80 ans, refuse de se défendre en justice. La loi prévoit dans ce cas l'application d'une forme de torture dénommée peine forte et dure, consistant à empiler une à une de larges pierres sur la poitrine du prévenu, jusqu'à l'écrasement ; après trois jours d'atroces douleurs, Corey meurt en persistant dans son refus de se défendre. On a pu croire de manière erronée que Corey refusait de se défendre devant la cour pour éviter la confiscation de ses biens par l'État : en fait, les confiscations n'étaient pas systématiques et intervenaient le plus souvent avant le procès et la condamnation. On pense maintenant que l'attitude de Corey s'explique par le fort caractère du vieil homme, qui se savait condamné d'avance.
L'agriculture souffre autant que les hommes. Les bêtes ne sont plus soignées, les récoltes sont laissées à l'abandon. Des accusés prennent la fuite vers New York ou au-delà pour échapper à l'arrestation. Les scieries sont vides, leurs propriétaires disparus ou perturbés, leurs employés badaudant devant les prisons, participant aux réunions communautaires, ou eux-mêmes arrêtés. Le commerce ralentit fortement tandis que les juges suspectent toujours une jeune fille disparue qui se nomme Jenifael[réf. nécessaire].

### Épilogue
Les procès en sorcellerie s'achèvent finalement en octobre 1692. Les accusés sont progressivement mis en liberté jusqu'au printemps suivant. Officiellement, le gouverneur royal du Massachusetts, Sir William Phips, met un terme à la procédure après l'appel formé par le clergé bostonien mené par Increase Mather. Celui-ci publie Cases of Conscience Concerning Evil Spirits (« Cas de conscience concernant les esprits maléfiques ») le 3 octobre 1692, ouvrage qui contient notamment la phrase suivante : « Il apparaît préférable que dix sorcières suspectées puissent s'échapper, plutôt qu'une personne innocente soit condamnée » (« It were better that ten suspected witches should escape, than that the innocent person should be condemned. »).
L'affaire a eu un impact si profond qu'elle a contribué à réduire l'influence de la foi puritaine sur le gouvernement de Nouvelle-Angleterre et a indirectement conduit aux principes fondateurs des États-Unis[réf. nécessaire].
Le théologiste puritain Cotton Mather, qui avait écrit un livre validant l’utilisation des preuves spectrales lors des jugements, reconnut que ce qui se passait à Salem devenait incontrôlable. Il écrit alors lui-même aux juges pour revenir sur ces mots mais à ce moment cette idée était déjà ancrée dans la culture populaire du village. C’est grâce à ce procès que les preuves spectrales ont officiellement arrêté d’être des arguments valides dans les institutions de justice et de politique. En avançant qu’une croyance ne doit être source de mauvais jugement et de souffrances d’innocents.
Dès 1695, beaucoup ont remis en question le rôle des magistrats de Salem pour la mort et la persécution des innocents. Le fait qu’énormément de personnes accusées de sorcellerie ont eu leur réputation éternellement ternie alors que les accusateurs ont pu retourner à leur vie normale fut perçu comme une réelle injustice. Quelques années plus tard, le tribunal demanda, pour redorer son image, aux juges des procès de Salem de faire des excuses publiques en demandant pardon aux victimes et à leurs familles. Les gouverneurs ont ensuite fait en sorte que ces excuses soient retransmises dans des journaux. Entre 1700-1703, des requêtes furent déposées pour faire annuler les condamnations et pour innocenter les accusés, et un dédommagement fut autorisé pour les familles des personnes injustement exécutées.

## Conséquences
De nos jours, cette histoire est devenue une sorte de mythe. En communication politique, certains utilisent le terme « chasse aux sorcières » provenant de cet évènement ainsi que d’autres similaires. Cet argument est utilisé par des politiciens lorsqu’ils ont l’impression qu’un régime ou un parti cherche à éliminer ses opposants politiques. Par exemple, le maccarthysme est une période de traque des militants communistes aux Etats-Unis au début des années 1950, qualifiée fréquemment de « chasse aux sorcières ». Autre exemple, lors du scandale du Watergate en 1973, le président Richard Nixon avait utilisé cette expression devant le Sénat.
En 2017, c’est Donald Trump qui utilise cette expression dans un tweet alors qu’il venait d’être nommé par un procureur lors d’une enquête sur l’ingérence russe dans les élections présidentielles de l’époque dont il sera finalement exonéré. Il l’a réutilisé récemment[Quand ?] lorsqu’il  a parlé de faire appel à la suite de sa condamnation pour fraude fiscale envers sa société[réf. souhaitée]. L'expression « chasse aux sorcières » est également utilisée pour parler du comité créé par le gouvernement américain au XXe siècle, qui avait pour but de trouver les activités anti-américaines telles que communistes, fascistes ou nazies.
En 1950, le dramaturge américain Arthur Miller utilise dans son livre The crucible le procès des sorcières de Salem comme une allégorie de la politique maccarthyste menée par la House Committee on Un-American Activities (HCUA), pour montrer le danger des idéologies extrémistes.

## Causes des arrestations
Plusieurs théories essaient d'expliquer pourquoi la communauté de Salem Village a explosé dans ce délire de sorcières et de perturbations démoniaques.
La plus répandue[Par qui ?] consiste à affirmer que les puritains, qui gouvernèrent la colonie de la baie du Massachusetts pratiquement sans contrôle royal de 1630 à la promulgation de la Charte en 1692, traversèrent une période d'hallucinations massives provoquées par la religion. La plupart des historiens modernes trouvent cette explication simpliste.
D'autres théories s'appuient sur des analyses fondées sur des faits de maltraitance d'enfants, ou de divinations tournant mal, d'ergotisme (le mal des ardents du Moyen Âge, provoqué par l'ergot de seigle, qui contient une substance voisine du LSD), de complot de la famille Putnam pour détruire la famille rivale Porter,, ou encore s'élaborent sur le thème de l'écrasement social des femmes.
La communauté puritaine vivait dans l'angoisse. Après avoir perdu sa charte lors de la seconde révolution anglaise, elle ignorait toujours, au printemps 1692, de quoi son avenir serait fait. En butte aux attaques incessantes des Amérindiens, elle ne pouvait compter sur le soutien anglais. Sa milice se recrutait uniquement en son sein et sa population avait été décimée au cours du soulèvement général des Amérindiens de 1675-1676, la guerre du Roi Philip : en Nouvelle-Angleterre, un colon sur dix avait trouvé la mort dans les attaques amérindiennes. Quoique ces événements fussent terminés, les raids et les coups de main amérindiens se produisaient épisodiquement. La Nouvelle-Angleterre se transformait en une colonie marchande. Puritains et non-puritains s'enrichissaient, ce que les puritains considéraient comme un péché autant que comme une nécessité. Au fur et à mesure que la classe des marchands s'élevait dans l'échelle sociale, le clergé déclinait.
Mary Beth Norton, dans In The Devil's Snare (« Dans le piège du Diable »), considère que toutes les explications évoquées ci-dessus ont probablement joué un rôle important mais qu'il s'y ajoute la circonstance que Salem et le reste de la Nouvelle-Angleterre étaient harcelés par les attaques amérindiennes, ce qui a créé une atmosphère de peur qui contribua beaucoup au développement de la psychose. Mary Norton insiste sur le fait que la plupart des victimes d'accusations possédaient de forts liens personnels ou sociaux avec les attaques amérindiennes dans les quinze années qui précédèrent les événements. Les accusateurs faisaient fréquemment référence à un homme noir, soutenaient l'existence de sabbats entre les sorcières prétendues et les Amérindiens, et décrivaient des tortures provenant directement des récits de captivité entre les mains des Amérindiens. De plus, le clergé puritain assimilait souvent les Amérindiens aux démons, les associait aux sorciers et, au cours d'interminables sermons enflammés, fustigeait Satan et ses cohortes assiégeant les puritains, la sainte armée de Dieu. Le combat des Amérindiens devenait l'assaut des forces du mal essayant d'abattre la société puritaine, et il fallait s'attendre à des attaques du dedans aussi bien que du dehors.
Salem Village constituait en lui-même un microcosme d'angoisse puritaine. La moitié du village était constituée de paysans qui approuvaient le révérend Samuel Parris dans ses efforts pour se séparer de la ville de Salem Town et instituer une cité à part entière ; l'autre moitié du village voulait rester dans le périmètre de Salem Town et de ses flux commerciaux et refusait de contribuer à l'entretien de Parris et de sa famille. Par ailleurs, de nombreux rescapés d'attaques amérindiennes dans le Maine et le New Hampshire étaient abrités chez des parents à Salem, apportant avec eux d'horribles récits.
Une autre thèse affirme que ces personnes étaient atteintes de la maladie de Huntington,,.
Autre hypothèse, la contamination de l'orge et du seigle poussant sur des sols humides, par l'ergot de seigle.
L'ergot de seigle est un champignon qui parasite 17 céréales dont l'orge et le seigle principalement. Il contient des alcaloïdes toxiques, en particulier l’acide lysergique dont est dérivé le LSD. Pour se développer il lui faut un sol humide, or la communauté puritaine de Salem cultivait le seigle en zone marécageuse, et le seigle alimentait les hommes et le bétail, ce qui explique que les deux présentaient des signes d'intoxication à l'ergot de seigle, et les deux années des cas d'« envoûtement » se produisirent après un printemps humide et chaud en 1691 et l'été orageux, un climat favorable à l'apparition de l'ergot de seigle.
La théorie de l'ergotisme a connu un certain succès car elle a été formulée à une époque où la consommation de LSD se répandait. De plus, elle permettait de réfuter la thèse d'une folie collective. Pourtant, il a été démontré que l'ergotisme ne pouvait seul expliquer les phénomènes décrits, car il ne provoque pas de convulsions.

## Personnes impliquées

### Clergé protestant
- Révérend Cotton Mather
- Révérend Samuel Parris
- Révérend Increase Mather
- Révérend Francis Dane
- Révérend Deodat Lawson
- Révérend Samuel Willard
- Msr De la haute ville

### Président de la cour
Président de la Court of Oyer and Terminer (Cour pour entendre et déterminer)
- Lieutenant gouverneur William Stoughton

### Juges assesseurs
- John Hathorne (arrière-arrière-grand-père de l'écrivain Nathaniel Hawthorne)
- Samuel Sewall
- Thomas Danforth
- Bartholomew Gedney
- John Richards
- Nathaniel Saltonstall
- Peter Sargent
- Stephen Sewall, Clerk
- Wait Still Winthrop

### Possédées
Ceux qui se plaignirent des faits de sorcellerie :
- Sarah Bibber
- Elizabeth Booth
- Sarah Churchill
- Martha Goodwin
- Elizabeth Hubbard
- Mary Lacey (fut aussi accusée d'être sorcière)
- Mercy Lewis
- Betty Parris
- Bethshaa Pope
- Ann Putnam, Jr.
- Susanna Sheldon
- Mercy Short
- Mary Walcott
- Mary Warren (fut accusée d'être sorcière quand elle se rétracta et affirma que les jeunes filles étaient des simulatrices)
- Abigail Williams

### Accusés
Cette liste n'est pas exhaustive. Il y eut entre 150 et 300 accusés de sorcellerie enregistrés, et peut-être plus encore qui ne furent pas emprisonnés :
- John Alden Jr. (en)
- Daniel Andrew
- Sarah Bassett
- Edward Bishop
- Sarah Bishop
- Mary Black
- Dudley Bradstreet
- John Bradstreet
- Sarah Buckley
- Richard Carrier
- Candy, esclave de Salem
- Mary Clarke
- Sarah Easty Cloyce
- Sarah Cole
- Giles Corey
- Mary Bassett DeRich
- Ann Dolliver
- Rebecca Eames
- Mary English
- Philip English
- Abigail Faulkner
- Ann Foster
- Elisabeth Gilbert[réf. nécessaire]
- Dorothy Good
- Sarah Good
- Dorcas Hoar
- Abigail Hobbs
- Deliverance Hobbs
- Elizabeth Howe
- Mary Ireson
- George Jacobs, Jr.
- Margaret Jacobs
- Elizabeth Johnson
- Mary Lacey, Sr.
- Mary Lacey (également possédée)
- Thea Osborne
- Lila Mantion (disparue avant sa condamnation)
- Théodore Monate
- Sarah Perkins
- Lady Phips, épouse du gouverneur Phips
- Susannah Post
- Elizabeth Bassett Proctor
- Lucyanna S[réf. nécessaire]
- Bethsabée Sherman[réf. nécessaire]
- Tituba
- Job Tookey
- Hezekiah Usher
- Mary Withridge

### Exécutés

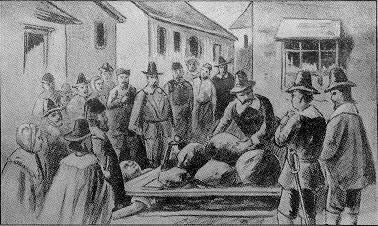
Giles Corey écrasé par empilement de pierres, dessin publié dans Witchcraft Illustrated en 1892.

- Bridget Bishop - pendue, 10 juin 1692[26]
- Sarah Brenet - pendue, 18 juillet 1692
- Sarah Good - pendue, 19 juillet 1692
- Elizabeth Howe (en) - pendue, 19 juillet 1692
- Susannah Martin (en) - pendue, 19 juillet 1692
- Rebecca Nurse - pendue, 19 juillet 1692
- Sarah Wildes (en) - pendue, 19 juillet 1692
- Rev. George Burroughs - pendu, 19 août 1692
- Martha Carrier (en) - pendue, 19 août 1692
- John Willard (en) - pendu, 19 août 1692
- John Proctor - pendu, 19 août 1692
- George Jacobs (en), Sr. - pendu, 19 août 1692
- Elisabeth Gilbert[réf. nécessaire] - noyée - 15 septembre 1692
- Giles Corey - écrasé par empilement de pierres, 19 septembre 1692
- Martha Corey - pendue, 22 septembre 1692
- Mary Easty (en) - pendue, 22 septembre 1692
- Alice Parker (en) - pendue, 22 septembre 1692
- Mary Parker - pendue, 22 septembre 1692
- Ann Pudeator - pendue, 22 septembre 1692
- Wilmot Redd - pendue, 22 septembre 1692
- Margaret Scott - pendue, 22 septembre 1692
- Samuel Wardwell (en) - pendu, 22 septembre 1692

### Morts en prison
- Lydia Dustin
- Ann Foster
- Mercy Good, nourrisson de Sarah Good
- Sarah Osborne
- Roger Toothaker (en)

## Dans les arts et la culture

### Filmographie

#### Cinéma
- 1937 : Le Démon sur la ville de Frank Lloyd.
- 1942 : Ma femme est une sorcière de René Clair.
- 1957 : Les Sorcières de Salem de Raymond Rouleau.
- 1981 : Sorcellerie (The coming ou Burned at the stake) de Bert I. Gordon.
- 1996 : La Chasse aux sorcières de Nicholas Hytner.

- 1993 : Hocus Pocus de Kenny Ortega.
- 1999 : Scooby-Doo et le fantôme de la sorcière de Jim Stenstrum.
- 2006 : Le Pacte du sang de Renny Harlin.
- 2012 : The Lords of Salem de Rob Zombie.
- 2014 : The Sisterhood of Night de Caryn Waechter.
- 2015 : The Witch de Robert Eggers.
- 2016 : Les Animaux Fantastiques de David Yates.

#### Télévision

##### Anime
- 2002 : Witch Hunter Robin : la série parle du procès de Salem, dont certains personnages auraient fait partie de ces sorcières.

##### Emission
- 2008 : Ghost Adventure, où Zack Baggans rentre en contact avec l'esprit de Bridget Bishop.

##### Série
- 1964 : Ma sorcière bien-aimée dont les huit premiers épisodes de la septième saison se situent autour de l'histoire des sorcières de Salem.
- 1996 : Sabrina, l'apprentie sorcière, épisode 23 Voyage à Salem de la saison 1.
- 1998 : Charmed les premières sorcières de la lignée Halliwell portent le nom Warren, certainement en référence à Mary Warren.
- 2001 : Buffy contre les vampires, le procès est cité (saison 5 épisode 18) dans une conversation disant que la sorcière Willow compte regarder un documentaire historique dessus, Anya Jenkins (démon âgé de 1 000 ans) intervient et affirme y avoir été. Elle mentionne que ce n'était pas si terrible (les vrais sorcières ayant pu s'enfuir grâce à leurs pouvoirs) sauf pour les innocentes.
- 2009 :Vampire Diaries, la famille Bennett est descendante des sorcières de Salem (néanmoins, la grand-mère de Bonnie Bennett lui apprend que leurs ancêtres ne sont pas mortes à Salem et que toutes les personnes tuées étaient innocentes).
- 2011 : The Secret Circle.
- 2010 : Rizzoli et Isles : saison 2 épisode 7 "Chasse aux sorcières". Série tirée des romans de Tess Gerritsen.
- 2013 : 
  - American Horror Story: Coven se déroule autour de l'histoire des sorcières de Salem.
  - Sleepy Hollow : saison 2 épisode 15 "Le Grand Grimoire" (2015), où Solomon Kent, un terrible sorcier à l'origine du procès des sorcières de Salem, débarque à Sleepy Hollow.
- 2014 : 
  - Salem, une série dramatique et d'horreur américaine sur les sorcières de Salem.
  - Esprits Criminels (saison 9 épisode 6), un descendant du président de la cour William Stoughton, victime d'hallucinations, exécute ceux qu'il prend pour des sorciers.
- 2016 : Timeless, saison 2 épisode 4, The Salem Witch Hunt, les héros sont téléportés à l'époque des sorcières de Salem.
- 2017 : Trop cool, Scooby-Doo ! saison 2 épisode 23 : Du balai les sorcières, le Scooby gang se retrouve à Salem pour enquêter sur le démon de Salem.
- 2018 : Les Nouvelles Aventures de Sabrina, le procès et les sorcières sont également évoqués et apparaissant dans un épisode.
- 2020 : Motherland: Fort Salem, série télévisée américaine créée par Eliot Laurence. Dans cette uchronie fantastique, les sorcières américaines ont passé un accord 300 ans plus tôt avec leur gouvernement afin de ne plus être persécutées.
- 2021 : WandaVision, le personnage d'Agatha Harkness est une ancienne Sorcière de Salem.
- 2024 : Agatha All Along, série ayant comme protagoniste Agatha Harkness, ancienne Sorcière de Salem. Dans cette série, elle se fait aussi poursuivre par les Sept de Salem.

##### Téléfilm
- 2003 : Salem Witch Trials de Joseph Sargent.

### Littérature

#### Romans
- Nikki J.Jenkins et S.Langlois, Across: les Gardiennes du temps , Éd.Livresque, 2019, intégrale sur les descendantes d'une des sorcières de Salem, références multiples au procès.
- Elizabeth Gaskell, La Sorcière de Salem, trad. de Loïs the witch, Ed. José Corti, Collection romantique, 1999,  (ISBN 2-7143-0696-9)
- Maryse Condé, Moi, Tituba, sorcière noire de Salem, Gallimard, Folio, septembre 1988,  (ISBN 2-0703-7929-9)
- Lisa Jane Smith, Le Cercle Secret, Hachette, Black Moon, juin 2010,  (ISBN 2-0120-1926-9)
- Megan Chance, Les Mystères de Salem, Éditions Belfond, 2003,  (ISBN 2-7144-3887-3)
- Katherine Howe L'ensorcelée de Salem
- Deborah Harkness "le livre perdu des sortilèges", trilogie dont l'héroïne, une sorcière nommée Diana Bishop, serait descendante de Bridget Bishop et de la famille Proctor.
- Référence aux sorcières de Salem dans Eternels de Alyson Noel. Les jumelles descendent d'une lignée de sorcières.
- Référence aux sorcières de Salem dans Harry Potter et la Coupe de Feu.
- Robin Cook, Risque mortel, trad. de Bernard Ferry, Ed. Le livre de poche, 1998,  (ISBN 2-2531-7045-3) Une descendante d'une "sorcière" exécutée et un chercheur biologiste mènent l'enquête suivant l'hypothèse de l'ergotisme.
- Millie Sydenier, Les sorcières de Salem, une série fictive basée sur de vrai personnages, notamment Betty, Abigail et Tituba, qui sort en 2017 au Canada.

#### Bande dessinée
- Démons d'Alexia (les), est une série belge. Cette série a été lancée en 2004 aux éditions Dupuis.
- Filles de Salem (les) de Thomas Gilbert, parue en 2018 aux éditions Dargaud.

### Théâtre
- Les Sorcières de Salem d'Arthur Miller (The Crucible, en anglais) écrite, publiée et jouée pour la première fois en 1953. Dans cette pièce, Miller utilise le procès des sorcières de Salem comme une allégorie du maccarthisme. Miller fut lui-même interrogé par le House Un-American Activities Committee (Comité sur les activités antiaméricaines) en 1956.

### Jeu vidéo
- Murdered: Soul Suspect se déroule dans la ville de Salem où un tueur surnommé le Crieur des morts exécute les personnes qu'il juge avoir « passé un contrat avec les démons ». Au cours de son enquête, le fantôme du détective Ronan est amené à faire un rapprochement entre les meurtres contemporains et les faits tragiques du procès de 1692. L'épilogue révèle finalement que le coupable n'est autre que le fantôme d'Abigail Williams, qui continue d'errer sur Terre depuis 300 ans. Elle a juré de se venger des sorcières, assimilées aux mediums actuels, et possède plusieurs policiers de la ville à leur insu pour commettre ses crimes en toute impunité.
- Town Of Salem est un jeu similaire aux Loups-garous de Thiercelieux, dans lequel on peut choisir son pseudo au début de chaque partie ; si aucun nom n'est choisi, un nom est attribué au hasard parmi toutes les personnes impliquées dans l'affaire des sorcières de Salem.

### Autre
En avril 2022, l'association d'éloquence Débattre en Sorbonne organisa une reconstitution des procès des sorcières de Salem au sein de la Bourse du travail de Paris.